# مواد آبگریز
مواد آبگریز یا پتاسیم متیل سیلیکونات نمکی از یک ماده سیلیکونی آلی است که به عنوان واسطه در تولید سایر مواد شیمیایی آلی و معدنی، واسطه (ماده اولیه) در تولید سایر مواد شیمیایی آلی و معدنی، مورد استفاده در پوشش و رنگ استفاده می شود. به عنوان واسطه در تولید سایر مواد شیمیایی در محیط صنعتی تحت شرایط بسیار کنترل شده استفاده می شود، در عملیات سطحی غیر فلزی، برای اصلاح سطح طیف گسترده ای از مواد استفاده می شود، در پوشش ها و رنگ ها این ماده با آب ترکیب می شود. مواد معدنی و سایر پرکننده‌ها، در محصولات سنگ‌تراشی، به عنوان ماده فعال در درمان‌های آب‌گریز برای سطوح خارجی و داخلی بنایی عمل می‌کند. در حال استفاده مصرف می شود و انتظار می رود هیچ ماده باقیمانده ای که واکنش نشان نداده در محصولات نهایی تیمار شده وجود نداشته باشد.
مواد آبگریز موجود با پایه‌ی سیلوکسان‌ها:

## متیل سیلیکنات پتاسیم
- برای آبگریز کردن تمام مصالح ساختمانی، مانند: انواع آجر، بتن، گچ، سرامیک، سفال، سیمان، سنگ تراورتن، سنگ آنتیک و حتی دیوار کاهگلی؛
- به عنوان افزودنی در زمان تولید بتن و گیپسوم؛
- در زمان تعمیر ساختمان‌های مسکونی و صنعتی و سازه؛
- برای پردازش مایعات حفاری برای بهبود خواص ساختاری و مکانیکی آن‌ها در زمان حفاری چاه‌های نفت و گاز و به عنوان یک مایع افزودنی در ملات سیمان.
- به عنوان افزودنی در آسفالت برای افزایش مقاومت در برابر ترک خوردگی و باران شستگی و افزایش مقاومت و ضد خورندگی در برابر مواد شیمیایی
- خواص دفع آب آن در واکنش با دی اکسید کربن موجود در هوا گسترش پیدا می‌کند.
- جذب آب مواد را کاهش می‌دهد، موجب افزایش مقاومت در برابر یخ زدگی می‌گردد، عمر کار را افزایش می‌دهد.
- نفوذ عمیق به داخل منافذ بدون گرفتگی آن‌ها و فرایند تنفس مواد را حفظ می‌کند
- بی‌رنگ و ظاهر مواد حفظ می‌شود.
- نسوز، سطح پایینی از مواد آلی فرار.
- سطوح آغشته به آن جذب آب مویرگی را کاهش می‌دهد؛
- پوشش مایع مانع از کاهش خواص عایقی حرارتی مواد شده، دارای مقاومت خوبی در موقعیت‌های مختلف می‌باشد از جمله در انجمادهای متناوب و ذوب شدن‌ها، و همچنین مقاوم در برابر اشعه ماوراء بنفش و مادون قرمز، خشکی و رطوبت می‌باشد؛
- نفوذ عمیق به داخل منافذ بدون گرفتگی آن‌ها و فرایند تنفس مواد را حفظ می‌کند.
- بی‌رنگ می‌باشد و ظاهر مواد پردازش شده را تغییر نمی‌دهد؛
- غیر سمی؛
- در هیدرو کربن‌های آروماتیک و کلر دار به خوبی حل می‌شود، به راحتی در آمینها، الکل آمینه، اسیدهای قوی و قلیایی به صورت ژل می‌گردد. در آب و الکل ضعیف قابل حل نیست.
- هیدروفوب نمودن گیپسوم و بلوک‌های گچی؛
- هیدروفوب کردن سطوح که رطوبت را جذب می‌کند مانند: آجر، بتن، مصالح طبیعی ساختمان و مصالح سرامیکی
- برای تولید پودر آتش‌نشانی بر اساس فسفات آمونیوم

آب امولسیون هیدرید الیگو متیل سیلوکسان، یک مایع سیلیکونی ارگانیک که حاوی حلال نمی‌باشد.
- سطوح آغشته به آن جذب آب مویرگی را کاهش می‌دهد؛
- پوشش مایع مانع از کاهش خواص عایقی حرارتی مواد شده، دارای مقاومت خوبی در موقعیت‌های مختلف می‌باشد از جمله در انجمادهای متناوب و ذوب شدن‌ها، و همچنین مقاوم در برابر اشعه ماوراء بنفش و مادون قرمز، خشکی و رطوبت است؛
- نفوذ عمیق به داخل منافذ بدون گرفتگی آن‌ها و فرایند تنفس مواد را حفظ می‌کند؛
- با رنگ شیری که بعد از خشک شدن بی‌رنگ می‌باشد و ظاهر مواد پردازش شده را تغییرنمی‌دهد؛
- افزایش مقاومت فشاری دیوار و محصولات گچی.
- غیر سمی و قابل حل در آب.
- هیدروفوب نمودن گیپسوم، دیوار و بلوک‌های گچی؛
- هیدروفوب نمودن سطوح که رطوبت را جذب می‌کند مانند: آجر، بتن، مصالح طبیعی ساختمان و مصالح سرامیکی.
- در صنایع استیل: برای دقت قالب گذاری به عنوان یک جز رنگ و به عنوان یک بیندر برای تولید میله در معرض درجه حرارت بالا.
- در صنایع نساجی: برای ضد چروک کردن لباس‌های پشمی، به منظور کاهش چروکیدگی قالیچه‌ها و مقاوم کردن آن‌ها در برابر غبار و خرابی، به عنوان اشباع‌کننده الیاف پارچه.
- در ساخت و ساز ساختمانی: برای ساخت و تولید مواد ساختمانی ضد آب، عمل آوری سطوح رنگ شده، اشباع بتن به منظور کاهش تخلخل، به منظور دریافت سیلیکوسیلات و مقاوم کردن سیمان در برابر اسید.
- در صنایع شیشه و سرامیک: برای افزایش طول شیشه نوری، برای به کارگیری لایه پراکنده‌کننده نور در حباب‌های استوانه‌ای. به عنوان یک عامل چسبنده برای ساخت و تولید مواد سرامیکی که در برابر محیط‌های دارای خورندگی بالا مقاوم بوده و دارای قدرت مکانیکی بالا می‌باشد، خواص دی الکتریک و مقاومت حرارتی بالا، برای ساخت و تولید مواد با مقاومت بالا در برابر دمای بالای ۱۷۵۰°C و بار بالای 127 kg/sm3.
- در صنایع رنگ سازی: به عنوان یک افزودنی به منظور تسریع در خشک شدن، و تشکیل لایه ضد آب و حرارت با جلای مقاوم.
- جلوگیری از تشکیل گرد و غبار ریز در روند تولید پشم شیشه، در نتیجه باعث بهبود شرایط کار کارکنان تولید می‌گردد؛
- جذب آب عایق‌ها از پشم شیشه را کاهش می‌دهد، باعث بالا بردن و بهبود عملکرد عایق‌ها می‌شود؛
- باعث استفاده آسانتر، نصب و سرعت عمل در استفاده از مواد فرآوری شده می‌گردد؛
- کاهش اثرات مضر گرد و غبار بر روی بدن انسان در هنگام قرار گرفتن در معرض مواد معدنی؛
- افزایش الاستیسیته پانل‌های عایق حرارتی.
- مورد استفاده برای ضد گرد و غبار و ضد آب نمودن محصولات معدنی بر اساس بازالت و شیشه.
- همراه با مواد چسبنده و دیگر مواد افزودنی با روش پاششی مورد استفاده قرار می‌گیرد.